# Rettenberg

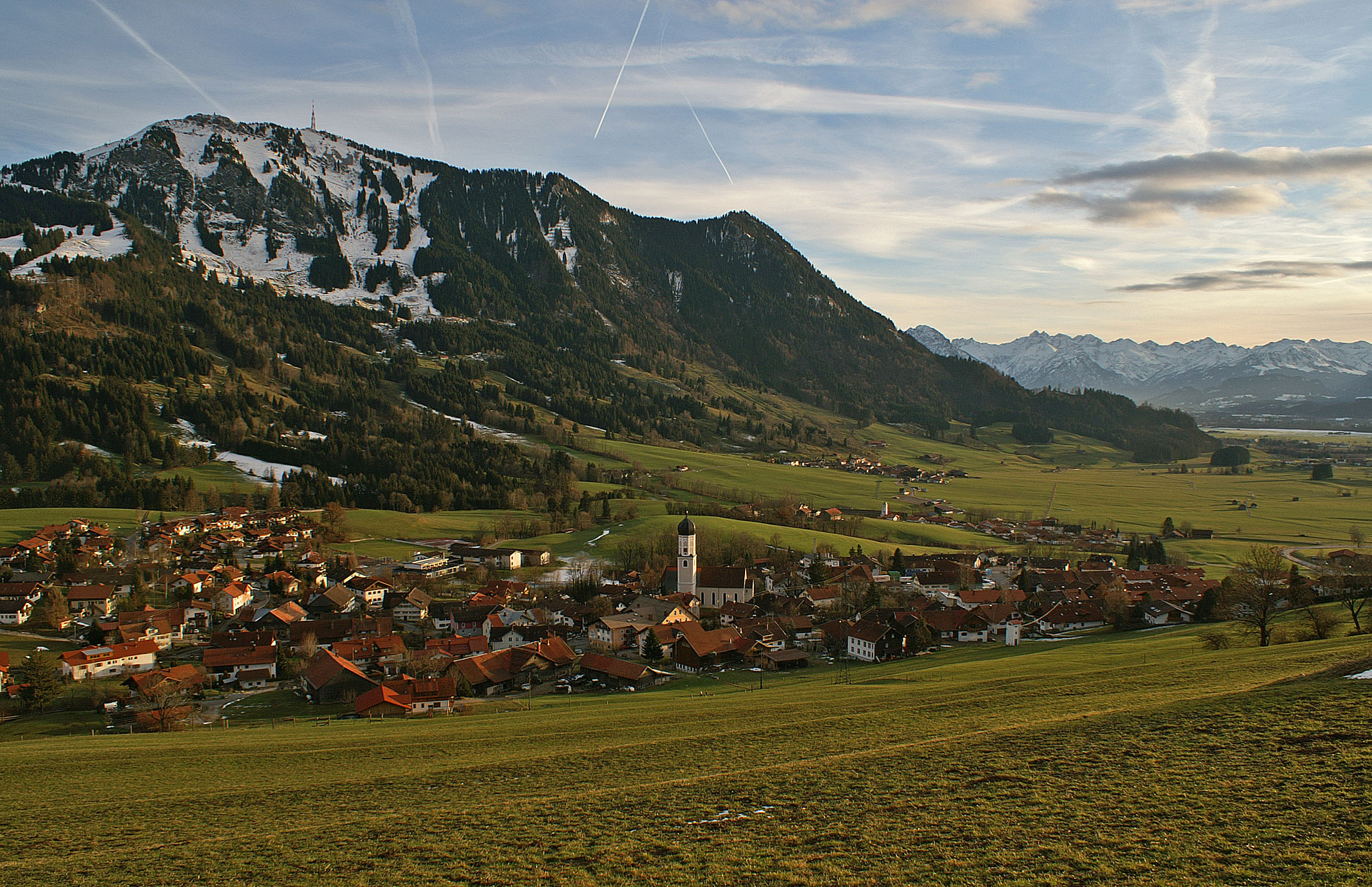
Rettenberg von Norden mit Grünten

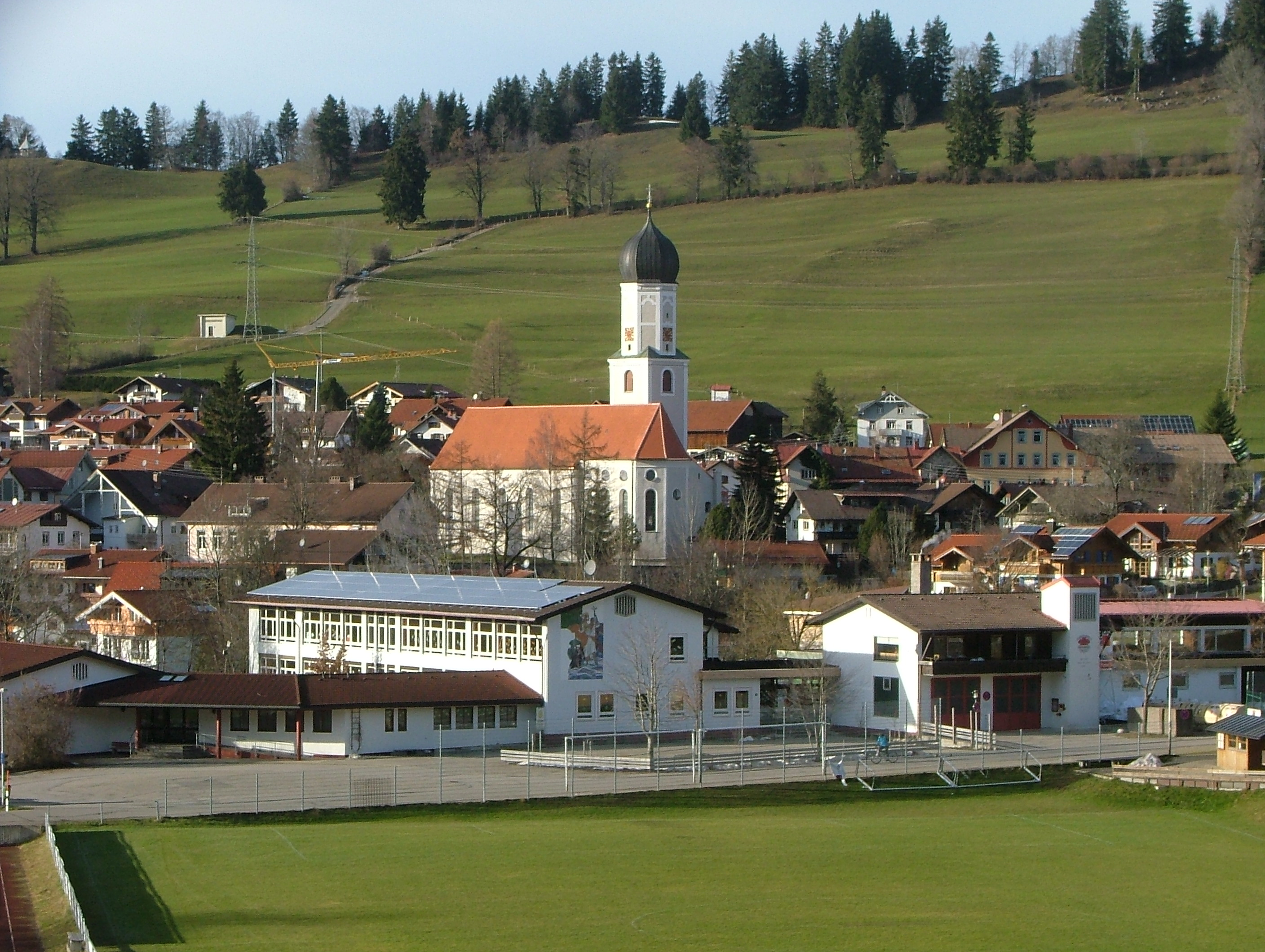
Ortskern von Rettenberg

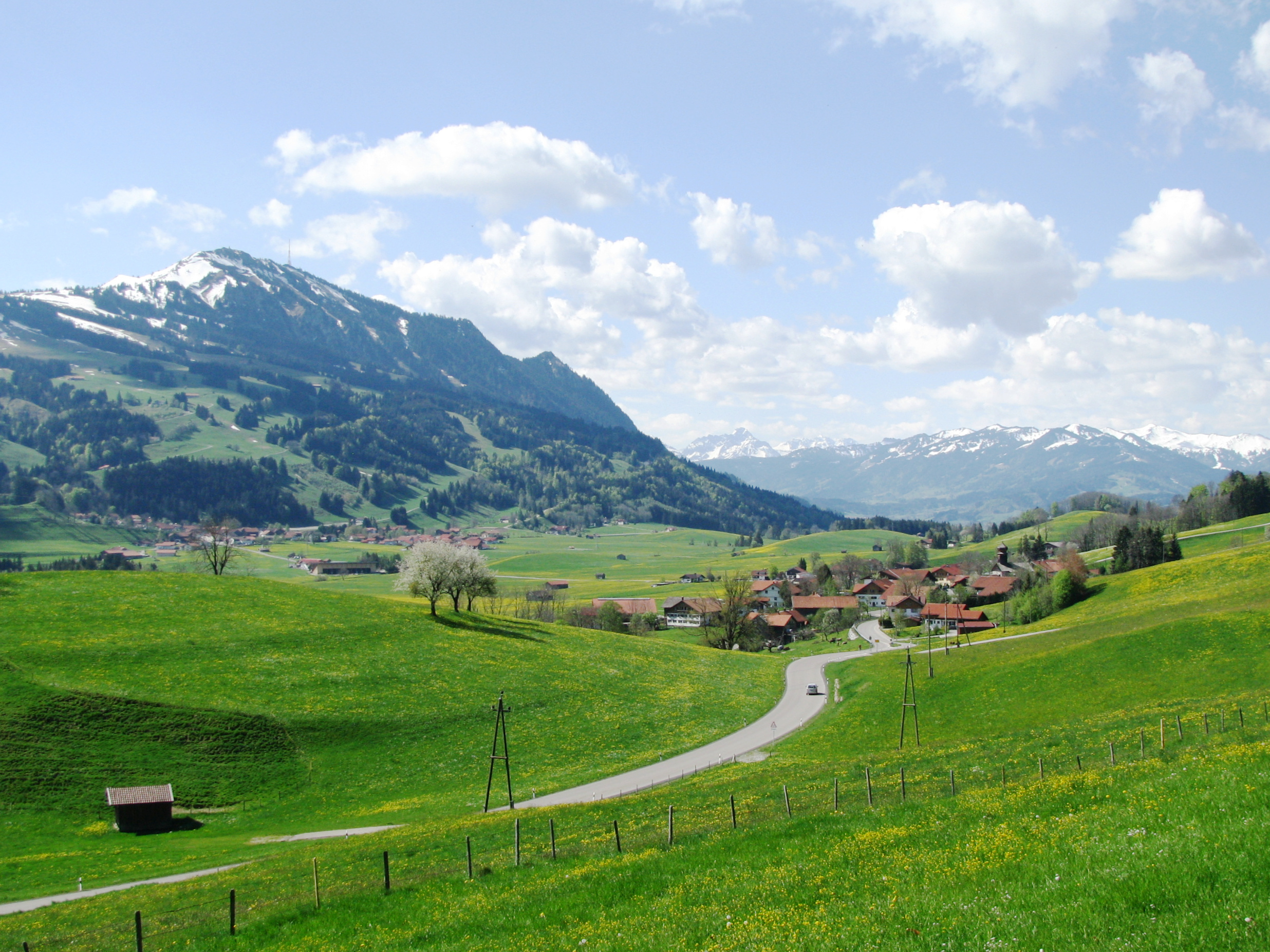
Emmereis im Hochtal nördlich des Grünten

Rettenberg ist eine Gemeinde im bayerisch-schwäbischen Landkreis Oberallgäu.

## Geografie

### Lage
Rettenberg liegt auf 807 m ü. NHN am Fuße des Grünten (1738 m). Auf der nördlichen Seite ist diesem Berg der langgestreckte, 1115 Meter hohe Rottachberg vorgelagert. Dazwischen liegt ein großer Teil des Gemeindegebietes. Das Hochtal wird nach Nordosten vom Kranzegger Bach und nach Südwesten vom Agathazeller Bach und vom Roßbach entwässert.

### Gemeindegliederung
Es gibt 36 Gemeindeteile (in Klammern ist der Siedlungstyp angegeben):
- Acker (Weiler)
- Altach (Weiler)
- Batzers (Einöde)
- Bellen (Weiler)
- Bichel (Weiler)
- Binzeler (Weiler)
- Bitterlis (Einöde)
- Bommen (Weiler)
- Brackenberg (Weiler)
- Brosisellegg (Weiler)
- Buchenberg (Weiler)
- Emmereis (Kirchdorf)
- Engelpolz (Dorf)
- Freidorf (Dorf)
- Gerats (Einöde)
- Gindels (Weiler)
- Goimoosmühle (Einöde)
- Greggenhofen (Dorf)
- Großdorf (Dorf)
- Hinterberg (Weiler)
- Humbach (Weiler)
- Kalchenbach (Weiler)
- Keller (Einöde)
- Kranzegg (Kirchdorf)
- Morgen (Weiler)
- Reichen (Weiler)
- Rettenberg (Pfarrdorf)
- Rieder (Einöde)
- Rottach (Pfarrdorf)
- Sterklis (Weiler)
- Untermaiselstein (Pfarrdorf)
- Vorderberg (Einöde)
- Vorderburg (Pfarrdorf)
- Wagneritz (Dorf)
- Weiher (Dorf)
- Wolfis (Weiler)

## Geschichte

### Bis zur Gemeindegründung
Der Ortsname leitet sich vom Gestein Nagelfluh ab. Dieses Gestein wird durch Eisenoxid rötlich verfärbt. Einst hieß dieser Ort auch Rötenberg (von Roter Berg).
Rettenberg war Sitz der Herrschaft Rettenberg. Seit Beginn des 12. Jahrhunderts bis zum Tod Heinrichs von Rettenberg um 1350 waren die Herren von Rettenberg eine der einflussreichsten Familien im Oberallgäu. Ihr Besitz umfasste dort weite Teile östlich der Iller. Ihr Stammsitz war die Burg Rettenberg.
Die Bezeichnung Rettenberg stand ursprünglich für zwei etwa fünf Kilometer entfernte Orte. Zur Unterscheidung wurde der Name des heutigen Ortes Rettenberg mit dem der Pfarrei zu Stephans-Rettenberg ergänzt und das andere Dorf mit Rettenberg vor der Burg bezeichnet. Daraus entwickelte sich im 19. Jahrhundert der Name Vorderburg, der seit 1905 die amtliche Bezeichnung ist.
Mit der Ruine der Burg Finkelsburg und einem Burgstall bei Emmereis befinden sich weitere ehemalige Burganlagen auf dem Gemeindegebiet.
Rettenberg gehörte zum Hochstift Augsburg. Seit dem Reichsdeputationshauptschluss und der Säkularisation 1803 gehört der Ort zu Bayern. Im Jahr 1818 entstand die Gemeinde.

### Eingemeindungen
Am 1. Januar 1976 wurde ein kleiner Teil der aufgelösten Gemeinde Petersthal mit damals etwa 25 Einwohnern eingegliedert. Untermaiselstein, das diesen Namen am 26. Februar 1927 erhielt (vorher Maiselstein), und Vorderburg kamen am 1. Mai 1978 hinzu.

### Einwohnerentwicklung
Zwischen 1988 und 2018 wuchs die Gemeinde von 3181 auf 4437 um 1256 Einwohner bzw. um 39,5 %.
| Jahr      | 1961 | 1970 | 1987 | 1991 | 1995 | 2000 | 2005 | 2010 | 2015 | 2020 | 2023 |
| Einwohner | 2810 | 2746 | 3122 | 3484 | 3622 | 3879 | 4081 | 4290 | 4391 | 4523 | 4644 |

## Politik

### Gemeinderat
Der Gemeinderat hat 16 Mitglieder. Er setzt sich seit der Kommunalwahl am 15. März 2020 wie folgt zusammen:
| Partei / Liste                                        | Sitze | +/− * | Stimmenanteil |
| CSU                                                   | 3     | − 1   | 21,0 %        |
| Grüne                                                 | 3     | + 1   | 16,4 %        |
| Freie Wählerschaft Rettenberg (FW-R)                  | 5     | + 1   | 28,5 %        |
| Freie Wählergruppe Rettenberg-Untermaiselstein (FW-U) | 3     | ± 0   | 21,9 %        |
| Freie Wähler Rettenberg-Vorderburg (FWV)              | 2     | − 1   | 12,2 %        |
| Gesamt                                                | 16    |       | 100 %         |

### Bürgermeister
Zum Ersten Bürgermeister wurde bei der Kommunalwahl 2020 Nikolaus Weißinger (CSU) mit 86,7 % der gültigen Stimmen gewählt. Er löste damit Oliver Kunz (CSU) ab, der von 2008 bis 2020 Bürgermeister war und nicht mehr kandidierte.

### Wappen
| Wappen von Rettenberg | Blasonierung: „Zinnenförmig geteilt von Silber und Rot; oben ein schwebender roter Fünfberg, unten übereinander zwei silberne Eisenhüte.“ |
| Wappen von Rettenberg | |

## Tourismus
Die Gemeinde ist Teil der Ferienregion Alpsee-Grünten, ein Zusammenschluss der fünf Gemeinden Blaichach, Rettenberg, Sonthofen, Burgberg und Immenstadt zur Stärkung der touristischen Infrastruktur.
Bier.Genuss.Dorf Rettenberg
Das Bier.Genuss.Dorf Rettenberg liegt in einem sonnigen Hochtal am Fuße des Grüntens und ist für sein Brauereihandwerk und seine vielfältigen lokalen Produkte bekannt ist. Hier können Besucher die Kunst des Bierbrauens hautnah erleben und sich von der Vielfalt der regionalen Spezialitäten wie Käse, Wurst und Fleisch verwöhnen lassen.
Die sechs Genuss.Wanderwege laden dazu ein, die malerische Landschaft zu erkunden und dabei immer wieder in gemütlichen Gastrobetrieben und Einkehrhütten einzukehren, um lokale Spezialitäten zu probieren. Ob bei einer deftigen Brotzeit mit frischem Käse und würziger Wurst oder einem erfrischenden Bier aus der örtlichen Brauerei – hier kommt jeder Genießer auf seine Kosten.
Im Bier.Genuss.Dorf Rettenberg steht die regionale Küche im Mittelpunkt, und Besucher haben die Möglichkeit, die Vielfalt der lokalen Produkte zu entdecken und zu genießen.
Naturpark Nagelfluhkette
Seit 2024 ist die Gemeinde Rettenberg Mitglied im Naturpark Nagelfluhkette.
Radfernweg
Rettenberg liegt am Bodensee-Königssee-Radweg, welcher in Lindau beginnt und zum Königssee bei Berchtesgaden führt. Von Sonthofen führt er über Burgberg im Allgäu und den Ortsteil Wagneritz nach Rettenberg und weiter über die Ortsteile Engelpolz, Emmereis, Vorderburg und Großdorf sowie über Oy-Mittelberg nach Füssen.

## Kultur und Sehenswürdigkeiten
Freizeit
- Bier.Genuss.Wanderwege
- Naturerlebnispfad Abenteuer Galetschbach
- Familienbad Rettenberg
- Wandergebiet Grünten, Rottachberg und großer Wald

Kulturdenkmäler
- St.-Nikolaus-Kapelle in Emmereis
- Ruine der Burg Rettenberg

Museum
- Mitsubishi Museum. Ein privates Automuseum für Mitsubishi, das seit 2015 etwa 30 Autos und viele andere Dinge ausstellt, die der Konzern Mitsubishi herstellte.[11][12]

Kirchen
- Rettenberg: St. Stephan – erbaut 1728–1730, eingeweiht 1754. Einheimische Künstler, vor allem drei Generationen Weiß  (Vater Franz Anton, Sohn Nikolaus, Enkel Ludwig Caspar) betätigen sich als Maler, Bildhauer, und Vergolder.  Trotz mehrerer Stilepochen blieb die barocke Harmonie  erhalten.[13]
- Untermaiselstein: St. Ursula
- Vorderburg: St. Blasius – erbaut ab 1737 unter Beibehaltung des Chores des Vorgängerbauwerkes, eingeweiht 1754. Altarblatt und Seitenaltarbilder von Franz Anton Weiß, Spitzturm von 62 m Höhe, davon ca. 30 m in Holzkonstruktion; saniert 2017–2020.
- Rottach: St. Antonius

Kapellen
- Bellen: St. Anna
- Brosisellegg: Hlst. Dreifaltigkeit
- Buchenberg: St. Magnus
- Emmereis: St. Nikolaus
- Engelpolz: St. Maria
- Freidorf: Hl. Familie
- Gindels: St. Peter und Paul
- Greggenhofen: St. Maria Magdalena
- Kalchenbach: Lourdes Kapelle
- Kranzegg: Katholische Marienkapelle mit Chorfresko „Verkündigung Mariens“ von Johann Heel.
- Kranzegg: Evangelische Asante-Christus-Kapelle, 1979 als einzige evangelische Wegekapelle des Allgäus errichtet
- Sterklis: Dreifaltigkeit
- Vorderberg: Herz Jesu (privat errichtet) – erbaut 1954 durch Hansjörg Bernhard.
- Vorderburg: Christus in der Rast
- Wolfis: Maria Hilf
- Wagneritz: St. Wendelin

### Regelmäßige Veranstaltungen
- Vorderburger Kräutermarkt – Mai
- Dorffest SEINERZEIT im Bier.Genuss.Dorf alle zwei Jahre – Oktober
- Viehscheid in Kranzegg – September
- Genuss.Christkindlesmarkt – Dezember

## Bildung
- Kindergarten (Untermaiselstein) mit insgesamt 75 Plätzen, wovon alle belegt sind (1. Juli 2024)
- Kindergarten und -krippe (Rettenberg) mit insgesamt 141 Plätzen, davon 20 Krippenplätze, wovon alle belegt sind (1. Juli 2024)
- Volksschule (1.–4. Klasse)[14]

## Persönlichkeiten

### Geboren in Rettenberg
- Martin Ertle (* 1641; † 1712), Abt des Klosters Rot an der Rot
- Georg Greggenhofer (* 1719; † 1779), Hofbaumeister
- Joseph Anton Steiner (* 1728; † 1801), katholischer Theologe
- Johann Weiß (* 1738; † 1776), Freskenmaler
- Andreas Müller (* 1831; † 1901), Freskenmaler und Illustrator
- Bernhard Widmann (1867–1934), Zisterzienserabt und Musikhistoriker (Ortsteil Vorderburg)
- Josef Hofmiller (* 1872; † 1933), Schriftsteller und Kritiker
- Eva Margarethe Borchert-Schweinfurth (1878–1964), Malerin und Grafikerin, lebte in Kranzegg
- Gerhard Prinzing (1943–2018), Skirennläufer
- Christa Prinzing (* 1944 oder 1945), Skirennläuferin
- Albert Burger (* 1955; † 2023), Skirennläufer
- Wolfram Buchenberg (* 1962), Komponist
- Petra Haltmayr (* 1975), Skirennläuferin
- Sarah Pöppel (* 1994),  Skispringerin und Freestyle-Skierin

### Ehrenbürger
- Herbert Zötler sen. (* 15. April 1924; † 23. April 2010), Braumeister, war bis zu seinem Ableben Senior-Chef der Privat-Brauerei Zötler (ehemals Adlerbrauerei), langjähriges Mitglied des Gemeinderats[15][16]